# Купольная акробатика
Купольная парашютная акробатика (КПА) или CRW (Canopy Relative Work, реже — Canopy Formation) — одно из самых зрелищных направлений парашютного спорта, построение формаций под открытыми парашютами.
Во время построения фигур купольной акробатики, купола касаются друг друга или парашютисты касаются парашютов других спортсменов. При этом часты «завязки» — зацепления парашютов друг за друга; оборачивания чужим куполом и другие нештатные ситуации.

## История возникновения
Возник во Франции как показательные выступления в соревнованиях по парашютному спорту и авиашоу в восьмидесятых годах XX века.

## Особенности купольной акробатики
- усиленные, окрашенные боковые и центральные стропы переднего (первого) ряда
- слайдер (рифление) в виде крестовины
- клеванты жёсткой, постоянной формы
- отсутствие AAD
- втягивающаяся медуза
- приземление с обязательным разгоном
- отсутствие камеры основного парашюта;
- карман для медузы, которую можно «выбрасывать» как влево, так и вправо

## Термины
- Перестроения — последовательно выполняемые фигуры
- Ротация — в фигуре верхний спортсмен быстро перемещается в низ фигуры и подаёт свой купол нижнему парашютисту.

## Фигуры
Фигуры — это перестроения в воздухе.
Наиболее популярны следующие фигуры:
- Этажерка
- Восьмёрка
- Ромб
- Веер
- Якорь
- Колокол
- Бант

## Виды соревнований
- двойки перестроение
- четвёрки ротация
- четвёрки перестроение
- 8 — скоростное построение
- большая формация